# HMS Hood (51)
La HMS Hood, terza nave da guerra britannica a portare questo nome, fu un incrociatore da battaglia della classe Admiral ordinato a metà del 1916 nell'ambito dell'Emergency War Programme.
Rimase per oltre vent'anni la nave da guerra più grande al mondo, era dunque l'orgoglio della Royal Navy ed era considerata un simbolo della potenza navale del Regno Unito. Prese parte alla seconda guerra mondiale e venne affondata nella Battaglia dello Stretto di Danimarca dalla corazzata tedesca Bismarck.

## Storia
Nel 1915 l'Ammiragliato britannico era impegnato nella scelta delle specifiche per una nuova classe di navi da battaglia successiva alla classe Queen Elizabeth. Il Direttore delle costruzioni navali, Eustace Tennyson-d'Eyncourt, ricevette ordine di preparare un progetto per una nuova "nave da battaglia veloce" che incorporasse le lezioni delle battaglie combattute durante la guerra in corso. Avrebbero dovuto avere quindi un bordo libero più alto, gli armamenti secondari posti al riparo dai marosi in caso di condizioni meteorologiche avverse, un pescaggio ridotto e una velocità di punta di almeno 30 nodi, mentre per l'armamento principale erano richiesti cannoni da 381 mm. Le precedenti corazzate classe Queen Elizabeth, pionieristiche in molte innovazioni progettuali, erano però risultate eccessivamente pesanti, raggiungendo di conseguenza un pescaggio eccessivo che influì anche sulla velocità di punta, inferiore ai 25 nodi previsti. L'ammiraglio John Jellicoe, comandante in capo della Grand Fleet, cambiò la richiesta da "navi da battaglia veloci" a grandi incrociatori da battaglia, viste le voci che davano per obsoleti tutti gli incrociatori da battaglia britannici rispetto alla nuova classe Mackensen allora in costruzione per la marina imperiale tedesca. Nei primi mesi del 1916 vennero presentati i due progetti preparati dal progettista E.L. Attwood. In aprile venne effettuata la scelta definitiva. Le nuove unità classe Admiral sarebbero state grandi navi da 262 metri, con dislocamento di 36 000 long ton. Lo scafo basso, scarsamente corazzato, ma dotato di caldaie piccole a nafta, capaci di spingere la nave alla velocità massima di 32 nodi. L'ordine per le prime tre unità venne effettuato nello stesso mese, mentre quello per la quarta arrivò pochi mesi dopo. La perdita di tre incrociatori da battaglia britannici nel corso della battaglia dello Jutland del 1916 portò a diversi cambiamenti progettuali, tra cui una maggiore corazzatura e modifiche all'armamento. L'aumento del peso dovuto alla corazzatura aggiuntiva e alle protezioni antisommergibile rese necessario rinforzare i disegni della chiglia e dello scafo, facendo slittare l'impostazione della prima nave, la Hood, fino al settembre del 1916. Il nuovo dislocamento delle unità ammontava a 42 100 t rendendo le navi della classe pari in corazzatura alle precedenti navi da battaglia classe Queen Elizabeth ma dotate di una velocità decisamente superiore. Le modifiche progettuali vennero effettuate molto rapidamente nel tentativo di completare la prima nave della classe per partecipare al conflitto ancora in corso. Sebbene il progetto fosse stato drasticamente rivisto dopo la battaglia dello Jutland, si comprese che rimanevano comunque alcune serie limitazioni; per questo motivo, e a causa dell'emergere delle prove che i nuovi incrociatori da battaglia tedeschi (classe Mackensen), che essi erano destinati a contrastare, non sarebbero mai stati completati, vennero annullati i lavori sulle sue navi gemelle. Questa fu l'unica nave della sua classe a essere completata. In conseguenza di ciò la Hood fu l'ultimo incrociatore da battaglia britannico a essere completato. Venne battezzato in onore dell'ammiraglio del XVIII secolo Samuel Hood.

## La costruzione
La costruzione dell'Hood venne iniziata il 1º settembre 1916 nei cantieri John Brown & Company di Clydebank in Scozia. La nave venne varata il 22 agosto 1918 alla presenza della vedova dell'ammiraglio Horace Hood, ultimo caduto in combattimento fra i membri della famiglia Hood, morto nella battaglia dello Jutland. Il 20 maggio 1920 l'Hood entrò ufficialmente in servizio, sotto l'insegna del capitano Wilfred Tomkinson. La costruzione della nave era costata 6 025 000 sterline.

## Caratteristiche

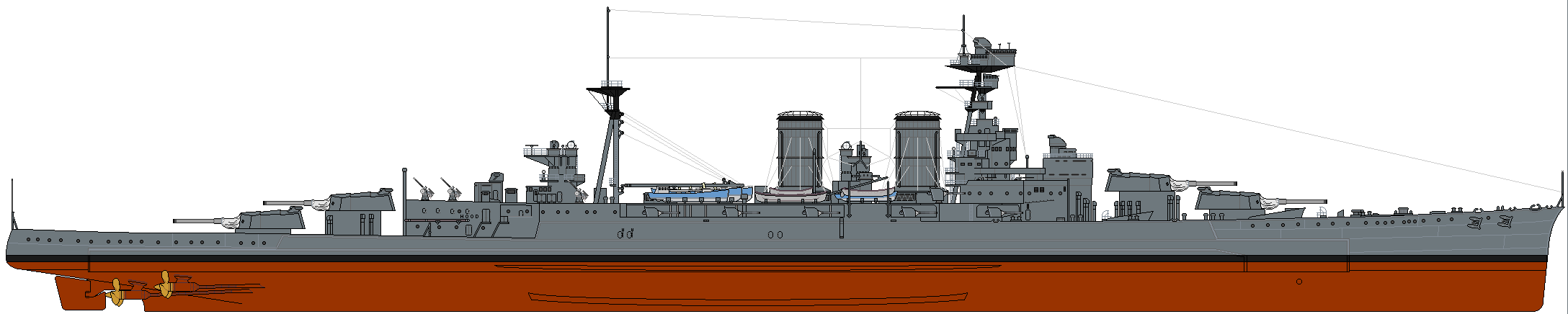
Uno schizzo del profilo dell'Hood nel 1921

Nel 1941 l'incrociatore Hood dislocava a pieno carico 49 136 tonnellate, mentre le dimensioni della nave erano 262,30 m di lunghezza, 31,70 m di larghezza, 8,84 m di immersione. La velocità massima raggiungibile era di 31 nodi, ma in realtà sembra non superasse i 29 nodi. La propulsione si affidava a 25 caldaie a petrolio Yarrow, che asservivano quattro gruppi turboriduttori Brown-Curtiss, eroganti 145 998 shp. Gli assi erano quattro, azionanti eliche a tre pale di 4,6 m di diametro. L'autonomia era pari a 7 500 miglia nautiche a una velocità di 14 nodi. La capacità di combustibile dei suoi serbatoi era di 4 064 tonnellate di nafta. L'equipaggio si componeva di 1 421 uomini.

### Corazzatura
Il 33% del dislocamento era dato dalla corazzatura, un rapporto molto alto nella Navy, ma più basso rispetto al 40% in uso in Germania o negli Stati Uniti.
La fascia corazzata principale era spessa 305 mm, quella media 178 mm e quella alta 127 mm.
La corazzatura dei ponti misurava:
- 44 – 51 mm al castello di prua
- 51 mm al ponte superiore presso i magazzini, 19 mm nelle altre parti
- 76 mm al ponte principale presso i magazzini, 25 mm nelle altre parti
- 76 mm al ponte inferiore presso i serbatoi, 51 o 25 nelle altre parti

### L'armamento
L'armamento, dopo i lavori effettuati nel corso degli anni, risultava essere nel 1941:
- 8 pezzi Mark I da 381/42 mm montati a coppie sulle quattro torri con una gittata massima di circa 27 000 m
- 14 pezzi antiaerei QF HA da 102/45 mm suddivisi in 7 impianti binati
- 24 Vickers-Armstrong QF 2 lb da 40 mm suddivisi in 3 affusti ottupli
- 20 mitragliatrici Vickers da 0,50"/62 (12,7 mm) suddivise in cinque impianti quadrupli
- 5 batterie per razzi Unrotated Projectile a 20 tubi
- 4 tubi lanciasiluri da 21" (533 mm)

L'Hood imbarcava inoltre un gran numero di motoscafi, mentre tra la dotazione aerea si componeva dapprima di uno o due Fairey Flycatcher lanciabili da una catapulta installata sul cielo della torre X di grosso calibro. Tra il 1929 e il 1931 venne imbarcato un idroricognitore Fairey IIIF. La dotazione aerea venne rimossa, assieme alla catapulta di lancio, nel 1933.

## Servizio

### Fra le due guerre

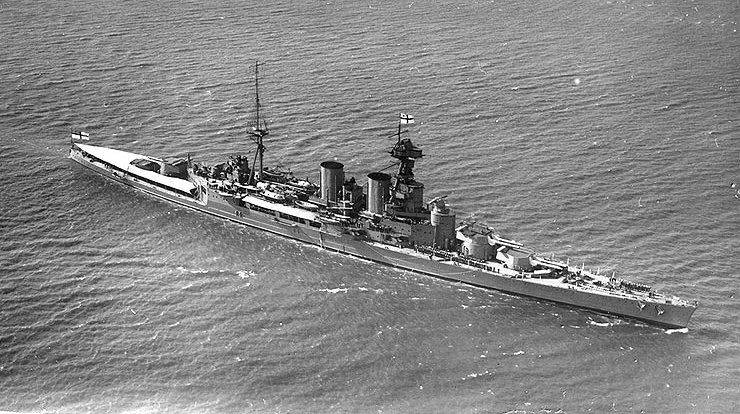
LHood nel 1924

Subito dopo essere entrata ufficialmente in servizio, il 15 maggio 1920, la Hood divenne la nave ammiraglia del Battlecruiser Squadron della Atlantic Fleet, sotto il comando dell'ammiraglio Sir Roger Keyes. Dopo una crociera nelle acque scandinave effettuata quell'anno, il capitano Geoffrey Mackworth prese il comando della nave. La Hood visitò il Mediterraneo nel 1921 e nel 1922, sia per mostrare la bandiera sia per addestrarsi con la Mediterranean Fleet, prima di iniziare una crociera in Brasile e nelle Indie Occidentali assieme al Battlecruiser Squadron.
All'inizio del 1923 la nave effettuò una breve crociera in Danimarca e Norvegia. Nel mese di novembre del 1923, sotto il comando del capitano John Knowles Im Thurn (1881–1956), accompagnata dall'incrociatore da battaglia Repulse, e da un numerosi incrociatori della classe Danae appartenenti al 1st Light Cruiser Squadron, la Hood intraprese una crociera attorno al mondo da ovest a est, attraversando il canale di Panama. L'obiettivo della crociera era ricordare ai Dominions la loro dipendenza dal potere marittimo britannico e incoraggiarli a sostenerlo economicamente, finanziando la costruzione di nuove unità e la disponibilità di basi navali. Le navi ritornarono in patria dieci mesi più tardi, nel settembre 1924, dopo aver visitato sul loro percorso il Sudafrica, l'India, l'Australia, la Nuova Zelanda, il Canada e gli Stati Uniti, oltre a numerose piccole colonie e dipendenze. Arrivato in Australia nell'aprile 1924 il Battlecriuser Squadron scortò per un breve tratto l'incrociatore da battaglia HMAS Australia che doveva essere disarmato e demolito in osservanza del trattato navale di Washington. Si calcola che 750 000 persone visitarono la nave durante quegli undici mesi, e ognuna di esse portò a casa il ricordo della potenza della nave: da allora divenne famosa col nome di "Mighty Hood" (la "potente Hood").
Il Battlecruiser Squadron visitò Lisbona nel gennaio 1925 per partecipare alle celebrazioni in onore di Vasco da Gama prima di recarsi nel Mediterraneo per continuare le esercitazioni. La nave rimase nel Mediterraneo fino all'inverno del 1925. Il 30 aprile 1925 il capitano Harold Reinold sostituì il capitano John Im Thurn al comando della nave, venendo a sua volta sostituito dal capitano Wilfred French il 21 maggio 1927. La Hood fu sottoposto a un importante ciclo di lavori di manutenzione tra il 10 marzo 1929 e il 1º maggio 1931. Subito dopo il termine dei lavori l'unità riprese il suo ruolo di nave ammiraglia del Battlecruiser Squadron sotto il comando del capitano Julian Patterson. In quell'anno il suo equipaggio partecipò al cosiddetto Ammutinamento di Invergordon, causato dalla decisione del governo inglese di tagliare le paghe dei dipendenti pubblici (come erano i marinai) del 25%. L'ammutinamento terminò pacificamente, e la Hood ritornò al suo porto di armamento. Lo Squadrone Battlecruiser effettuò una crociera nei Caraibi nei primi mesi del 1932, al termine dei quali la nave fu sottoposta a un breve ciclo di lavori (31 marzo -10 maggio) presso l'Arsenale di Portsmouth. Il capitano Thomas Binney assunse il comando dell'unità il 15 agosto 1932. La nave riprese in pratica la precedente crociera del Mediterraneo che terminò nell'inverno dell'anno successivo. Il 30 agosto 1933 il capitano Thomas Tower sostituì il capitano Binney, al comando dell'unità. Tra il 1º agosto e il 5 settembre 1934 vennero effettuati lavori di modifica che comportarono l'installazione di direzioni del tiro secondarie per il controllo del fuoco contraereo. Il 23 gennaio 1935, mentre era diretto a Gibilterra per una crociera nel Mediterraneo, la Hood, a causa di una manovra errata, entrò in collisione con l'incrociatore da battaglia Renown. I danni riportati furono tuttavia limitati. Riparazioni provvisorie vennero effettuate a Gibilterra prima che la nave ritornasse a Portsmouth per le riparazioni definitive, effettuate tra febbraio e maggio del 1935. I capitani di ambo le navi vennero sottoposti a corte marziale, così come il comandante del Battlecruiser Squadron, contrammiraglio Sidney Bailey. Sia Tower sia Bailey vennero assolti, ma il capitano Sawbridge del Renown fu sollevato dal comando. L'Ammiragliato dissentì dal verdetto, Sawbridge venne riabilitato, e criticò Bailey per gli ambigui segnali dati durante l'effettuazione della manovra. La nave partecipò alla rivista navale in onore del Giubileo d'Argento del re Giorgio V, tenutasi a Spithead nell'agosto seguente. Nell'ottobre 1935, in occasione della guerra d'Etiopia, la Hood fu temporaneamente basata a Gibilterra con la Mediterran Fleet. Il capitano Arthur Pridham assunse il comando della nave il 1º febbraio 1936. La Hood ritornò a Portsmouth per una breve ciclo di lavori di manutenzione eseguiti tra il 26 giugno e il 10 ottobre 1936. La nave fu formalmente trasferita alla Mediterranean Fleet il 20 ottobre, subito dopo l'inizio della guerra civile spagnola. Il 23 aprile 1937 lo Hood scortò tre mercantili britannici nel porto di Bilbao nonostante la presenza dell'incrociatore nazionalista Almirante Cervera che tentava di bloccare il porto. Tra il novembre e il dicembre 1937 operò con base a Malta. In quell'occasione vennero rimossi i suoi tubi lanciasiluri subacquei. Il capitano Pridham fu sostituito dal capitano Harold Walker il 20 maggio 1938. Nel gennaio 1939 la nave ritornò a Portsmouth per un ciclo di lavori di revisione, durati fino al 12 agosto 1939.

### La seconda guerra mondiale
Il capitano Irvine Glennie assunse il comando della nave nel maggio 1939, quando la Hood, mentre ancora stava effettuando lavori di manutenzione, fu assegnata al 1st Battlecruiser Squadron della Home Fleet al comando del contrammiraglio W. J. Whitworth. Nel settembre di quell'anno scoppiò la guerra, e la Hood eseguì principalmente missioni di pattugliamento nelle vicinanze dell'Islanda e delle Isole Fær Øer, con lo scopo di intercettare i violatori di blocco germanici che tentavano di rientrare in patria, e proteggere i convogli dai corsari tedeschi. Alle 19:15 del 20 settembre la Home Fleet salpò da Loch Ewe, per raggiungere Scapa Flow, nell'ambito dell'Operazione SK. Alla missione partecipavano le corazzate Nelson e Rodney, gli incrociatori da battaglia Hood e Repulse e la portaerei Ark Royal. La scorta a queste navi era assicurata dai cacciatorpediniere Firedrake, Fortune, Tartar e Punjabi. A Scapa Flow le unità arrivarono alle 09:45 del 21 settembre, ricongiungendosi con i cacciatorpediniere Faulknor, Foxhound, Fury, Fearless, Forester e Foresight.
Alle 11:00 del 22 settembre la Hood, in compagnia della Repulse, salpò da Scapa Flow con la scorta dei cacciatorpediniere Fame Foresight, Firedrake, e Fortune, nell'ambito della copertura all'Operazione SK. L'Operazione SK prevedeva una crociera di guerra effettuata da incrociatori e cacciatorpediniere per attaccare la prevista spedizione marittima tedesca contro la Norvegia. Alle 22:22 del 22 settembre 1939 l'operazione venne abbandonata per una collisione tra i cacciatorpediniere Javelin e Jersey. Alle 19:10 del 23 settembre la squadra navale rientrò a Scapa Flow. Il 25 settembre 1939 la Home Fleet effettuò un'uscita nel Mare del Nord per coprire il ritorno del sommergibile Spearfish danneggiato. Alle 09:00 salparono da Scapa Flow la Hood e la Repulse, gli incrociatori pesanti Norfolk, Edinburgh e Newcastle, con la scorta dei cacciatorpediniere Faulknor, Foxhound, Forester, Fearless, Fortune e Firedrake. L'uscita della flotta fu scoperta dai tedeschi che attaccarono le navi con bombardieri degli Kampfgeschwader (stormi) KG.26 e KG.30. La Hood fu colpita da una bomba da 250 kg (550 lb) lanciata da un bombardiere Junkers Ju 88 che la danneggiò superficialmente. La squadra rientrò a Scapa Flow nella giornata del 27 settembre. Nei primi mesi del 1940 l'apparato motore della nave diede problemi, e ciò limitò la sua velocità massima a 26,5 nodi (49,1 km/h; 30,5 mph). I lavori di manutenzione vennero eseguiti tra il 4 aprile e il 12 giugno 1940. Durante tali lavori l'armamento della nave fu modificato sbarcando quello secondario di 12 pezzi BL Mark I da 140/50 in impianti singoli, e potenziando l'armamento antiaereo.

### L'Operazione Catapult
Nell'ambito della prevista Operazione Catapult, cioè la neutralizzazione della flotta francese per impedirne la cattura da parte dei tedeschi, la Hood arrivò a Gibilterra alle 19:00 del 27 giugno 1940. Il 28 giugno salpò da Gibilterra in compagnia della portaerei Ark Royal per intercettare l'incompleta nave da battaglia francese Richelieu che il servizio informazioni dava in corso di trasferimento da Dakar a Casablanca. Come l'informazione si rivelò errata le navi ritornarono prontamente a Gibilterra. Alle 17:45 del 30 giugno arrivò a Gibilterra, imbarcato sull'incrociatore Arethusa, il viceammiraglio Sir James Fownes Somerville. Il viceammiraglio trasferì immediatamente la sua insegna sull'incrociatore da battaglia Hood, assumendo nel contempo il comando della costituita Forza H. Quello stesso giorno arrivò a Gibilterra, per congiungersi alla Forza H, la corazzata Valiant, scortata dai cacciatorpediniere Escort, Foresight e Forester. Alle 15:00 del 2 luglio 1940 i cacciatorpediniere della Force H Active, Escort, Faulknor, Fearless, Foresight, Foxhound, Keppel, Vortigern, Watchman e Wishart salpano da Gibilterra con compiti di scoperta antisommergibile in vista della partenza della navi maggiori.
Alle 17:00 partirono da Gibilterra la Hood (nave ammiraglia), le corazzate Resolution e Valiant, la portaerei Ark Royal e gli incrociatori Arethusa ed Enterprise. Il combattimento che ne seguì portò all'affondamento della Bretagne, e al danneggiamento di altre due navi da battaglia francesi, la Provence e la Dunkerque.

### Il ritorno alla Home Fleet
Il 10 agosto 1940 la Hood fu sostituita come nave ammiraglia della Forza H dalla Renown, ritornando a Scapa Flow, in seno alla Home Fleet. Il 13 settembre, dopo un breve ciclo di lavori, la nave fu mandata a Rosyth insieme alle corazzate Nelson e Rodney e a altre navi, per essere in posizione migliore per intercettare la flotta d'invasione tedesca. Quando la minaccia di un'invasione diminuì, la nave riprese i suoi ruoli precedenti, scorta e pattugliamento contro razziatori di commercio tedeschi. Due volte la Hood fu inviata contro navi da guerra nemiche. Il 28 ottobre prese il mare per intercettare l'incrociatore pesante Admiral Scheer (meglio conosciuto come corazzata tascabile), e di nuovo il 24 dicembre per localizzare l'incrociatore pesante Admiral Hipper. Entrambe le volte la Hood non riuscì a localizzare il nemico.
Il 16 gennaio 1941 la nave incominciò un ciclo di lavori terminati il 15 marzo. Essi videro l'installazione di un radar di scoperta aerea Type 279M e di un radar di tiro Type 284. Il 18 gennaio 1941 il capitano David Orr-Ewing sostituì il capitano Glennie al comando dell'unità. Il 15 febbraio 1941 il capitano Ralph Kerr assunse il comando della nave sostituendo il capitano Orr-Ewing. Anche dopo l'ultimazione dei lavori la nave risultava ancora in cattive condizioni generali, ma la minaccia dalle navi da battaglia tedesche era tale che la Hood non poteva essere messa in bacino per una grande revisione fino a che più di una nave da battaglia classe King George V non fossero entrate in servizio. Durante i lavori di ripristino giunse l'ordine di prendere il mare per partecipare al tentativo di intercettazione degli incrociatori da battaglia tedeschi Gneisenau e Scharnhorst. Dopo che le navi tedesche si furono rifugiate a Brest, alla Hood venne ordinato di pattugliare il golfo di Biscaglia contro una loro eventuale fuga da questo porto (che fu l'operazione Cerberus nel 1942). Il 19 aprile 1941 venne trasferita nel Mar di Norvegia in seguito all'arrivo all'Ammiragliato di un falso rapporto riguardante la partenza della nuova nave da battaglia Bismarck dalla base. Dopo di che la Hood pattugliò il Nord Atlantico prima di rientrare a Scapa Flow il 6 maggio 1941.
Il 18 maggio 1941 la Bismarck prese il mare con l'incrociatore pesante Prinz Eugen. L'Ammiragliato britannico fu informato tramite ricognizione aerea della presenza delle due unità tedesche a Bergen; ma a causa delle cattive condizioni atmosferiche, non fu possibile verificare per alcuni giorni se esse fossero salpate o meno. Il 21 maggio vennero fatte salpare da Scapa Flow, sotto il comando del viceammiraglio Lancelot Holland, le due navi da battaglia più veloci: l'incrociatore da battaglia Hood (nave ammiraglia, al comando del Capt. Ralph Kerr, CBE), e la moderna, ma non ancora messa a punto (soprattutto in fatto di armamento), nave da battaglia classe King George V Prince Of Wales (al comando del Capt. J.C. Leach, MVO). Le due navi da battaglia erano scortate dai cacciatorpediniere Electra (comandante Cdr. C. W. May, RN), Anthony (comandante Lt.Cdr. J. M. Hodges, RN), Echo (comandante Lt.Cdr. C. H. deB. Newby, RN), Icarus (comandante Lt.Cdr. C. D. Maud, DSO, RN), Achates (comandante Lt.Cdr. Viscount Jocelyn, RN) e Antelope (comandante Lt.Cdr. R. B. N. Hicks, DSO, RN).
In seguito, quando l'ammiragliato ebbe la conferma che le navi tedesche erano salpate da Bergen, vennero fatte salpare da Scapa Flow anche le altre navi da battaglia della Royal Navy, ma era ormai troppo tardi per partecipare alla battaglia con le navi tedesche, che sarebbero state affrontate solo dalla Hood e dalla Prince of Wales, con l'appoggio degli incrociatori Norfolk e Suffolk che avevano nel frattempo intercettato la Bismarck e il Prinz Eugen presso lo stretto di Danimarca. In base alle loro segnalazioni la squadra di Holland entrò in contatto con la formazione tedesca alle 05:52 del 24 maggio a una distanza di circa 24 km. L'Hood aprì subito il fuoco: alle 05:55 la formazione tedesca rispose concentrando il fuoco sull'incrociatore da battaglia, che si trovava davanti alla meglio protetta Prince of Wales. Questa era stata una scelta di Holland, che decise di serrare subito le distanze tenendo davanti la Hood per utilizzare al meglio la maggior portata e potenza dei cannoni da 381 mm. A causa dell'angolo di avvicinamento però, le unità britanniche aprirono il fuoco solo con le torrette anteriori. Secondo il Lieutenat Commander A. G. Skipwith, "Spotting Officer" della nave da battaglia Prince of Wales, durante il combattimento la Hood, con sua grande sorpresa, sparò esclusivamente contro l'incrociatore pesante Prinz Eugen, tralasciando di sparare contro la Bismarck. Le due navi tedesche, invece, spararono simultaneamente contro le due unità britanniche, indirizzando il fuoco di metà dell'armamento principale contro ognuna delle due navi inglesi.
Secondo le testimonianze più accreditate, quella dell'Able seaman R. Tilburn (uno dei superstiti), nelle prime fasi della battaglia la nave venne colpita sul ponte superiore dietro i fumaioli da un proiettile da 203 mm della terza salva del Prinz Eugen. Il colpo non penetrò nelle strutture corazzate ma incendiò una catasta di munizioni antiaeree che si trovavano in coperta. Alle 06:00 (06:01 secondo gli orologi della flotta tedesca) venne scorta dalla Prince of Wales una salva della Bismarck (la quarta) a cavallo della Hood. In pochi minuti, fra gli sguardi atterriti dei marinai inglesi, l'unità saltò in aria, la torre A venne vista salire in aria per centinaia di metri, e alle 06:05 la nave era già affondata. Il 24 maggio 1941 il cacciatorpediniere Electra recuperò i soli tre superstiti (Ted Briggs, Robert Bob Tilburn e Bill Dundas), dell'equipaggio di 1 415 uomini, dell'incrociatore da battaglia. Lo stesso viceammiraglio Holland trovò la morte nel corso della battaglia, assieme al comandante Ralph Kerr e a 1 410 uomini dell'equipaggio.
Dopo un momento di incredulità, la Bismarck inquadrò con il proprio fuoco la Prince of Wales che, colpita più volte, si disimpegnò. La Bismarck, che inizialmente era riuscita a far perdere le proprie tracce, venne in seguito individuata e attaccata dagli aerosiluranti Swordfish dell'Ark Royal, appartenenti alla Forza H, alla quale era appartenuta anche la Hood. La nave tedesca riuscì a schivare diversi siluri ma ebbe la sfortuna di essere colpita a uno dei timoni diventando così ingovernabile. Tenuta sotto attacco per tutta la notte dalla flottiglia di cacciatorpediniere del contrammiraglio Philip Vian, il mattino seguente la Bismarck venne messa fuori combattimento dai colpi delle navi da battaglia King George V e Rodney e successivamente affondò, a causa dei siluri lanciati contro di essa dall'incrociatore Dorsetshire o per autoaffondamento (quest'ultima ipotesi è stata accreditata dalle riprese subacquee effettuate nel 1986 durante una spedizione di ricerca sottomarina della nave guidata da Robert Ballard).

## Le cause dell'affondamento

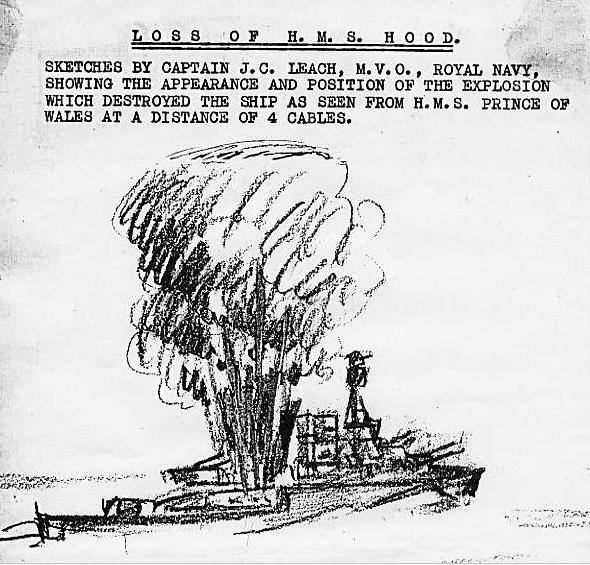
Uno schizzo dell'esplosione dell'Hood fatto dal comandante della Prince of Wales (capitano J.C. Leach) per la seconda commissione d'inchiesta

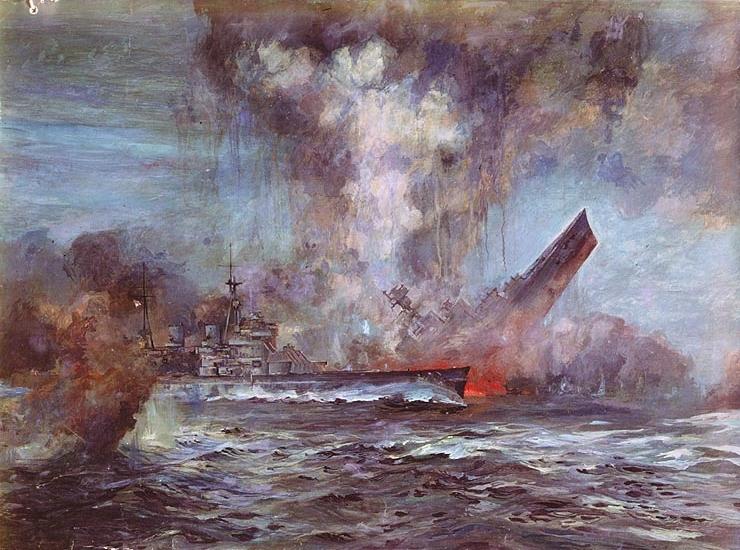
Dipinto da J.C. Schmitz-Westerholt mostrando la fine dell'Hood, con la Prince of Wales nel primo piano

Sull'affondamento dell'Hood l'ammiragliato britannico aprì due commissioni d'inchiesta, che si basarono sulle testimonianze dei tre superstiti e di testimoni della altre navi della Navy presenti alla battaglia.
Le principali ipotesi sulle cause sono sei:
1. la conclusione della prima commissione d'inchiesta (a oggi la teoria più convincente) è che un colpo da 380 mm della Bismarck penetrò nella santabarbara dei pezzi da 102 mm, che esplodendo innescarono a loro volta l'esplosione della santabarbara poppiera da 381 mm, che distrusse la nave,
2. un colpo basso che penetrato sotto la cintura corazzata colpì la santabarbara,
3. l'esplosione di un siluro della nave stessa,
4. un incendio dei pezzi da 102 mm sul ponte che innescò i pezzi da 381 mm,
5. l'esplosione fu originata dai razzi dell'UP (Unrotated Projectile), colpiti da un proiettile da 380 mm tedesco, che innescarono a loro volta le cariche dei cannoni da 102 mm e poi quelli da 381 mm: la seconda commissione d'inchiesta, che formulò questa versione, menzionò esplicitamente "un sicuro coinvolgimento dell'UP", tanto che dopo l'affondamento dell'Hood l'UP fu rimosso da tutte le navi britanniche, perché prevedeva di posizionare circa 15 tonnellate di esplosivo in luoghi esposti,
6. l'esplosione di un proiettile in un pezzo principale dal quale il fuoco si propagò alle santabarbare.

In base ai rilievi fatti sul relitto le due teorie più valide restano il colpo da 380 mm penetrato attraverso i ponti e l'esplosione dei pezzi dell'UP causata da un colpo da 380 mm.
Secondo recenti studi effettuati sembra che lo Hood sia stato colpito da almeno quattro proiettili da 380 mm e, tra cui un colpo da 380 mm della Bismarck, appartenente alla terza salva sparata alle 5:57, che avrebbe colpito la coffa dove era sistemata la centrale di direzione di tiro principale dell'unità britannica, provocando gravi danni e perdite umane tra il personale addetto alla direzione di tiro. Poco dopo un proiettile da 203 mm dell'incrociatore Prinz Eugen alle 5:58, colpiva lo Hood alla base del torrione, esplodendo in un locale dove si trovava numeroso personale addetto alle armi antiaeree. Tra le 6:03 e le 6:04 due colpi da 380 mm della Bismarck e uno da 203 mm del Prinz Eugen colpivano lo Hood a centro nave dove si trovavano le batterie dei razzi UP, che esplodendo innescarono a loro volta quella delle munizioni dei pezzi antiaerei da 102/45 mm e successivamente quella dei cannoni da 381/42 mm. Ulteriori due colpi da 203 mm del Prinz Eugen colpirono tra le 6:03 e le 6:04 lo Hood in prossimità della parte poppiera della nave.

## Il relitto
Il relitto dell'Hood fu ritrovato il 19 luglio 2001 a 2.527 metri di profondità da una missione inglese, guidata da David Mearns, finanziata da Channel 4. La nave, con tutto il suo equipaggio, giace fra due banchi di sabbia, 260 miglia nautiche a ovest-sud-ovest di Reykjavík, Islanda (in posizione 63°20′N 31°50′W). Il relitto risulta diviso in tre parti di grandi dimensioni, la parte di prua dove stavano le torri di grosso calibro è andata completamente distrutta dall'esplosione che ha devastato lo Hood. Rimane solo l'estrema parte di poppa, dove si nota il timone virato di 20 gradi circa, segno che l'ultima virata dell'Hood era già iniziata prima di venir colpito mortalmente. La sezione centrale è capovolta, probabilmente si è girata durante la discesa sul fondo. La prua risulta un pezzo a sé stante, devastata, sembra, da un'esplosione avvenuta in un secondo tempo, probabilmente già in fase di affondamento. Nel 2002 il sito è stato dichiarato cimitero di guerra dal governo britannico.